# The Tuxedo
The Tuxedo er en amerikansk film lanceret af DreamWorks i 2002.

## Plot
Filmen handler om den hurtigkørende Jimmi Tong (Jackie Chan), der bliver chauffør for en fin Mr. Devlins. Mr. Devlins bliver desværre beskudt og meget såret. Mr. Devlins var i gang med at forpurre en ond mand da han blev angrebet, så Jimmi må tage over. Så pludselig er han involveret i en forbrydersag. Han skal ved hjælp af en partner finde skurken og forpurrer hans planer.

## Medvirkende
- Jackie Chan – Jimmy Tong
- Jennifer Love Hewitt – Del Blaine
- Jason Isaacs – Clark Devlin
- Debi Mazar – Steena
- Ritchie Coster – Dietrich Banning
- Peter Stormare – Dr. Simms
- Mia Cottet – Cheryl
- Romany Malco – Mitch
- James Brown – Sig selv
- Daniel Kash – Rogers
- Jody Racicot – Kells
- Boyd Banks – Vic
- Colin Mochrie – Gallery Owner
- Christian Potenza – CSA Agent Joel

## Eksterne Henvisninger
- The Tuxedo på Internet Movie Database (engelsk)
- The Tuxedo på Filmdatabasen
- The Tuxedo på Scope
- The Tuxedo i Svensk Filmdatabas (svensk)
- The Tuxedo på AlloCiné (fransk)
- The Tuxedo på MovieMeter (nederlandsk)
- The Tuxedo på AllMovie (engelsk)
- The Tuxedo hos American Film Institute (engelsk)
- The Tuxedo på Turner Classic Movies (engelsk)
- The Tuxedo på The Movie Database (engelsk)